# 21世紀併發症候群
《21世紀併發症候群》是台灣音樂人劉劭希的第4張個人專輯，於2004年發行。是一張華語為主、客語為輔的創作集，共9首歌曲。
Kakka Disco以華語和客語混合演唱，企圖擺脫一般人以語言對音樂分類的刻版印象，並交代投身製作音樂多年的心境，希望能將年輕時對音樂的感動持續下去。一方寶地反映了臺灣政治紛爭，透過歌曲訴求族群和解，希冀各族群一同歡樂的生活在臺灣這方寶地。

## 曲目
1. Kakka Disco
2. 如何能遺忘
3. 藏起來
4. 浮萍的追憶
5. 敲敲敲
6. 無力的表現
7. 孤獨守夜
8. 我要放假去
9. 一方寶地

## 外部連結
- 劉劭希 就是愛玩網 94ione.com
- 21世紀併發症候群專輯 完整試聽